# Сталь Гадфільда
Сталь Га́дфільда — зносостійка аустенітна марганцева сталь, що містить 11–14% Mn і 0,9–1,3% вуглецю. Відзначається високим опором зношуванню при динамічних навантаженнях.
Із цієї сталі виготовляють траки деяких гусеничних машин, залізничні хрестовини рейок, зуби ковшів екскаваторів, щоки дробарок, деталі гірничого устаткування, що працюють на зношування в умовах абразивного тертя, високого тиску та ударів. 

## Хімічний склад сталі Гадфільда
Позначення марок сталі, що відповідають за складом сталі Гадфільда згідно з ДСТУ 8781:2018 — 110Г13Л, 110Г13Х2БРЛ, 110Г13Х2Л.
| C         | Mn        | Si        | Cr        | Ni        | Cu        | S         | P         |
| C         | Mn        | Si        | не більше | не більше | не більше | не більше | не більше |
| --------- | --------- | --------- | --------- | --------- | --------- | --------- | --------- |
| 0,90–1,50 | 11,5–14,5 | 0,30–1,00 | 1,00      | 1,00      | -         | 0,050     | 0,12      |

## Історична довідка

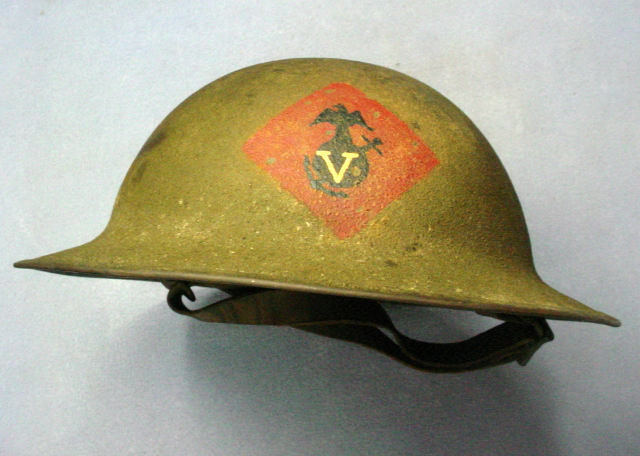
Шолом М1917, що носили бійці п'ятого полку морської піхоти США

У 1878 році дев'ятнадцятирічний англійський металург Роберт Еббот Гадфілд (англ. Robert Hadfield) розпочав свої дослідження сплавів заліза з іншими хімічними елементами. Через чотири роки він створив марганцевисту сталь, яка отримала його ім'я і завдяки своїй високій зносостійкості одразу знайшла застосовування в залізничному транспорті. Сталь Гадфільда стала першою легованою сталлю масового виробництва — з 1882 року.
З листової сталі Гадфільда були виготовлені шоломи піхотинців (англ. Helmet, steel, Mark I), прийняті на озброєння британської армії в 1915 році, і американської армії в 1917 році під позначенням М1917, широко застосовувалися вказаними арміями в роки Першої світової війни — загальна кількість шоломів цього типу перевищила 7,5 млн одиниць. 
Застосування сталі Гадфільда для виготовлення траків танкових гусениць вперше було освоєне британською фірмою «Віккерс» в кінці 1920-х років. Ця сталь сталь дозволила значно збільшити ресурс гусениць танків з 500 км пробігу (рекорд періоду Першої світової війни) до 4800 км.

## Фізико-механічні властивості
Після лиття структура сталі складається з аустеніту і надлишкових карбідів марганцю в залізі (Fe, Mn)3C. При нагріванні карбіди розчиняються в аустеніті, тому після гартування від температури 1100 °С у воді сталь отримує чисто аустенітну структуру з малою твердістю HB 180–220, границею міцності σв = 750–1000 МПа; відносним звуженням при розтягу ψ = 40–50 %; ударною в'язкістю a = 300 кДж/м². Марганцевий аустеніт при ударних навантаженнях і після деформації в процесі експлуатації набуває твердості до HRC 50–55.
Сталь із аустенітною структурою характеризується низькою границею плинності, що становить приблизно третину від границі міцності й сильно зміцнюється під дією холодної деформації. Високе зміцнення сталі Гадфільда при пластичній деформації обумовлено тим, що деформація здійснюється переважно шляхом механічного двійникування аустеніту. З одного боку, двійники є ефективними бар'єрами для руху дислокацій і тому зміцнюють сталь. З іншого боку — двійники призводять до релаксації внутрішніх напружень, запобігаючи локалізації пластичної деформації й утворення тріщин.
Сталь 110Г13Л має типові для аустенітних сталей високу в'язкість й пластичність при досить великій міцності. При низькій твердості сталь Гадфільда має надзвичайно високу зносостійкість при терті з тиском і ударами. Це пояснюється зміцненням (наклепом) аустеніту при пластичній деформації в процесі роботи, тобто — ця сталь має підвищену здатність до наклепу (значно більшу, ніж у звичайних сталей із такою ж твердістю). У результаті наклепу збільшується опір до зношування, тому сталь 110Г13Л важко обробляється різальними інструментами і деталі з неї, частіше за все, виготовляють процесом лиття без механічної обробки. В умовах чисто абразивного зношування (наприклад — при терті по піску) ефективного наклепу сталі 110Г13Л не відбувається, що призводить до підвищеного зношування деталей.